# Cœur d'Anne de Lens
 (août 2018).
Le Cœur d'Anne de Lens est un reliquaire découvert à Douai en 2007 au cours de fouilles d'archéologie préventive. La relique est un cœur de plomb avec une inscription contenant un cœur embaumé.

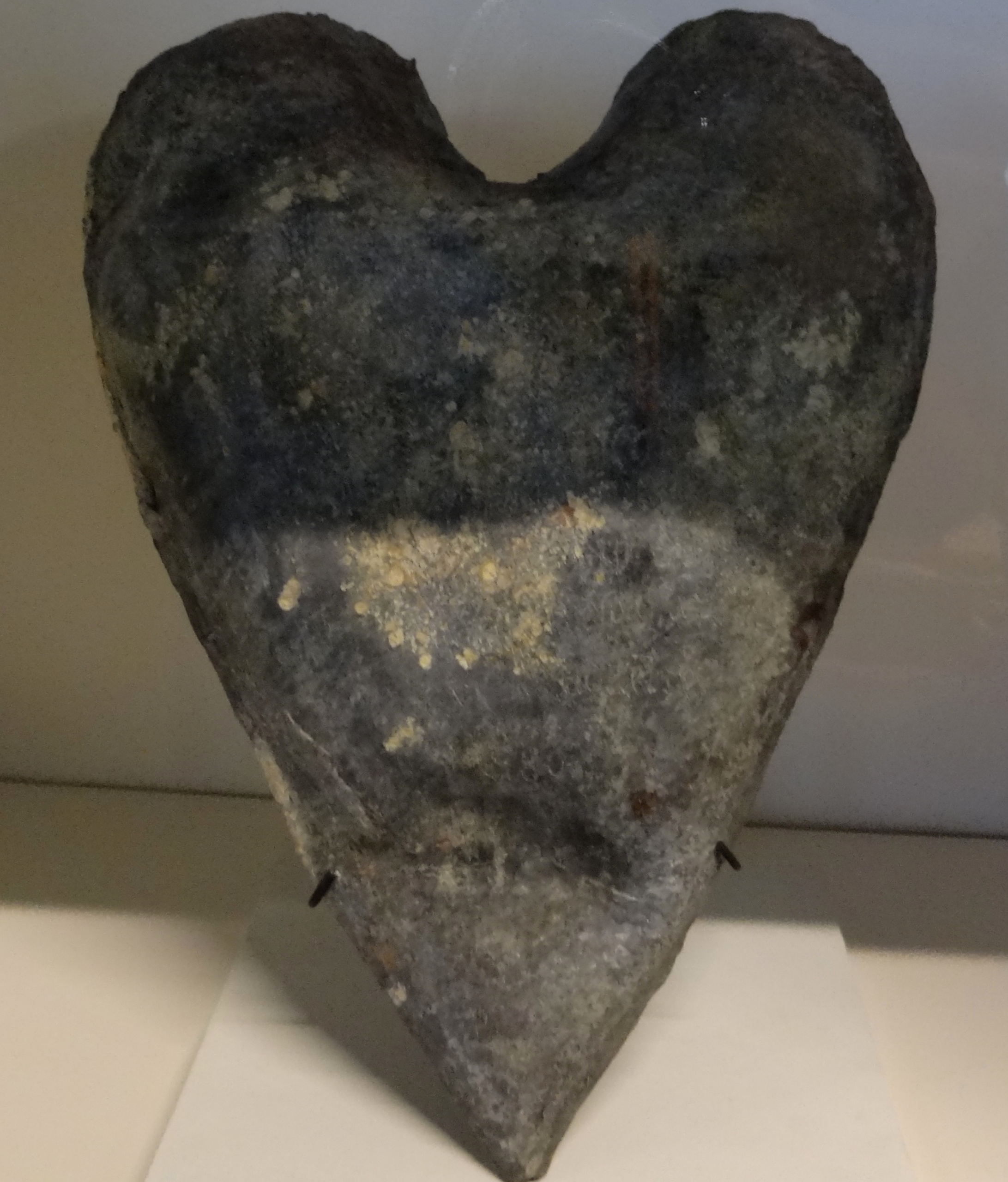
Le cœur d'Anne de Lens découvert place Carnot à Douai et présenté au Musée archéologique Arkéos

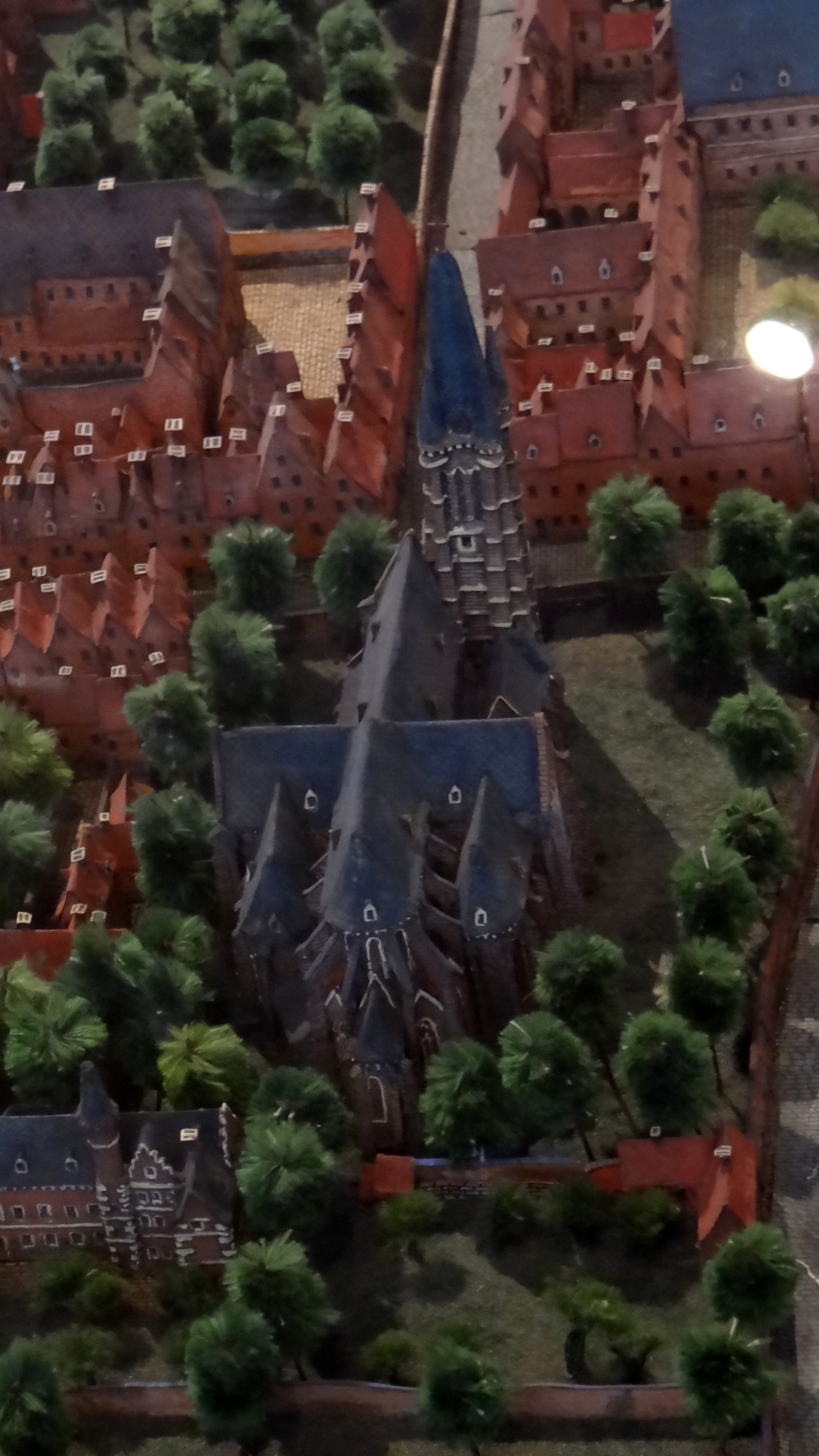
Douai, église Saint-Jacques en 1710- Plan relief de Douai - Musée de la Chartreuse

## Le contexte

### Le service d'archéologie préventive du Douaisis
La communauté d'agglomération du Douaisis dispose en 2007 d'un service d'archéologie préventive, alors le plus important de France avec près de 100 archéologues, céramologues, archéo-anthropologues, archéo-zoologues, topographes, conservateurs et restaurateurs utilisant des outils de pointe. Il accueillait un laboratoire d'analyses physiques et de caractérisation des matériaux et un laboratoire de conservation et de restauration du mobilier archéologique, avec l'appui de techniques telle que la microscopie polarisante, la radiographie ou la microscopie électronique à balayage environnemental.

### L'église Saint-Jacques
L'église Saint-Jacques, située à l'actuelle place Carnot, est construite en architecture gothique entre 1240 et 1250, son nom fait référence à un bourgeois de la ville Jacques Painmouillé. Elle fut vendue à la Révolution puis rasée en 1798 pour devenir la place Carnot à quelques centaines de mètres de la gare.

### La fouille archéologique
L'église Saint-Jacques a ses pierres des fondations prélevées en 1845-1847 lors de la création des chantiers nationaux. Des sépultures se situent à proximité dans un cimetière utilisé du XIIIe siècle à la Révolution d'environ 1000 tombes.
En 2005 le projet des travaux du tramway Évéole à Douai est lancé.
Des fouilles sont entreprises dès 2007, sous la responsabilité de Stéphane Venet à l'actuelle place Carnot de Douai. La place devant être complètement reconditionnée par la traversée de la nouvelle de ligne. L'église et le cimetière paroissial sont retrouvés et 1892 sépultures seront dégagées.

### Anne de Lens
Anne de Lens est la fille ainée de Gilles de Lens, vingt-septième membre de l'ordre de Saint-André, et de Marie de Habarcq. Elle épouse le 2 octobre 1554 à l'Hôtel de Lens à Arras, Adrien de Dion deuxième du nom, fils du gouverneur de Louvain Adrien de Dion et d'Adrienne d'Allesne.
Adrien de Dion II est cousin de Ponthus de Lalaing, seigneur de Bugnicourt,. La maison de Dion est originaire de Dion-le-Val, un village de la commune belge de Chaumont-Gistoux située en Région wallonne dans la province du Brabant wallon.
Dix ans après leur mariage sans postérité, un testament est établi le 1er mars 1565. Il désigne la descendance de sa sœur Marie de Dion comme héritier d'Adrien de Dion et Anne de Lens, mais trois naissances suivent. Les époux firent le 6 juillet 1576 un nouveau testament qui fut reconnu le 8 février 1577.

## Les recherches

### Dilaceratio Corporis
L'embaumement séparé du corps et des viscères (« Dilaceratio Corporis » )) "partage des restes" s'étend au XIIIe siècle, plus précisément depuis 1252 avec la mort de Blanche de Castille dont le cœur est transféré à l'abbaye du Lys à Dammarie-lès-Lys un an après son décès.
Le pape Boniface VIII frappe d'interdiction cette pratique en 1299 par sa bulle Detestande feritatis. Cette bulle tomba rapidement en désuétude quant à son objet spécifique : en France, quasiment tous les rois et reines depuis Philippe le Bel obtinrent des dispenses spéciales des papes pour contourner l'interdit.
Anne de Lens est ainsi enterrée au château de Dion-le-Val dans la chapelle Saint-Nicolas mais son cœur est transféré à Douai, renforçant l'attachement qu'elle avait à la ville de Douai et aux terres qu'elle possède à Cantin et Sin-le-Noble.

### Cœur de plomb
Parmi les 1892 tombes, l'une d'elles située dans le chœur, un emplacement signe de l'importance du décédé. Le 9 novembre 2007 est découverte, dans cette zone, sous un squelette, une fosse contenant un cœur de plomb oxydé aux dimensions de 35 × 25 × 15 cm. Dès sa découverte un contenu mobile est détecté.
Il s'agit du reliquaire d'Anne de Lens. Quelques heures après sa découverte, une perforation apparaît dans le plomb, la conservation  et préservation du contenu est compromise. La relique est confiée à un laboratoire spécialisé dans  la conservation, restauration  situé à Nantes, il s'agit d'Arc'Antique.
La décision d'ouvrir le cœur de plomb est prise, pour assurer la conservation du contenant et contenu. Le plomb est épais de 4 mm constitué de trois plaques soudées. Dès l'ouverture une odeur fleurie, fruitée se dégage provenant du baume utilisé. Un cœur embaumé est à l'intérieur.
L'hôpital Guillaume-et-René-Laennec prend en charge l'organe. L'étude de l'organe révèle un chromosome Y, celui d'un homme.

### L'inscription
Les travaux de restauration du cœur de plomb mettent au jour une inscription  "Ci-dedans repose le cœur de noble dame Anne de Lens, femme de messire Adrien de Dion... du dit lieu Wandosme... laquelle trépassa le Xe de novembre 1580 ».
Ultérieurement les villes de Cantin et de Sin y sont retrouvées citées.

### Technique d’embaumement
Le baume est prélevé dans l'intérieur du reliquaire mais aussi dans les ventricules et l'atrium. Une analyse palynologique permet de déceler de nombreux éléments organiques. Des tiges de végétaux; des cheveux ou poils, et près de 93 pollens différents sont retrouvés avec par ordre d'importance le mélilot blanc, le cerfeuil musqué, l'angélique officinale, l'anis vert,et la flouve odorante.

## Sujets annexes
- Musée archéologique Arkéos